# Municipio de Thompson (Minnesota)
El municipio de Thompson (en inglés: Thompson Township) es un municipio ubicado en el condado de Kittson en el estado estadounidense de Minnesota. En el año 2010 tenía una población de 152 habitantes y una densidad poblacional de 1,63 personas por km².

## Geografía
El municipio de Thompson se encuentra ubicado en las coordenadas 48°45′53″N 96°51′11″O / 48.76472, -96.85306. Según la Oficina del Censo de los Estados Unidos, el municipio tiene una superficie total de 93.24 km², de la cual 92,71 km² corresponden a tierra firme y (0,58 %) 0,54 km² es agua.

## Demografía
Según el censo de 2010, había 152 personas residiendo en el municipio de Thompson. La densidad de población era de 1,63 hab./km². De los 152 habitantes, el municipio de Thompson estaba compuesto por el 98,68 % blancos y el 1,32 % eran de una mezcla de razas. Del total de la población el 0 % eran hispanos o latinos de cualquier raza.